# غاونيز (فين)
غاونیز (بالفارسية: گاونیز) هي قرية تقع في إيران في قسم فين الريفي.